# Dorres
Dorres település Franciaországban, Pyrénées-Orientales megyében. Lakosainak száma 178 fő (2022. január 1.). Dorres Porté-Puymorens, Angoustrine-Villeneuve-des-Escaldes, Ur és Enveitg községekkel határos.

## Földrajz

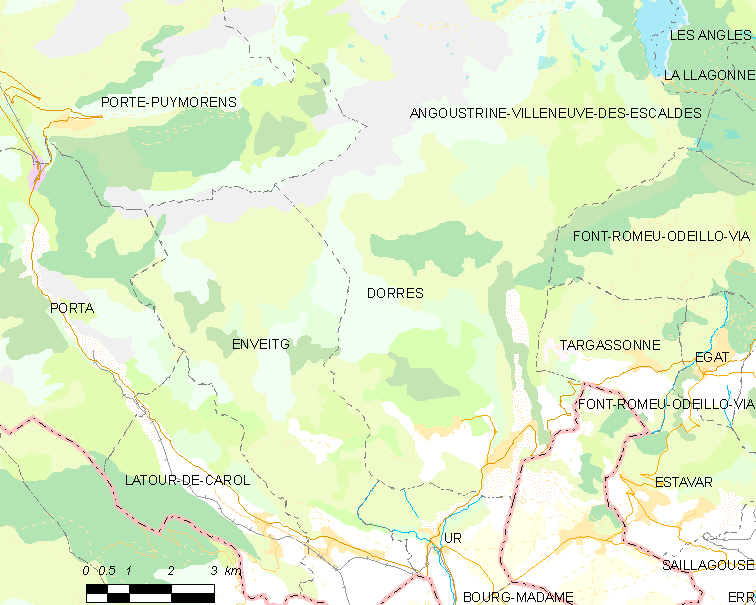
Dorres és környéke

## Népesség
A település népességének változása:
| Lakosok száma | 162  | 164  | 173  | 169  | 168  | 169  | 171  | 173  | 178  |
|               | 2013 | 2015 | 2016 | 2017 | 2018 | 2019 | 2020 | 2021 | 2022 |